# Liste der Einträge im National Register of Historic Places im Esmeralda County
Diese Liste der Einträge im National Register of Historic Places im Esmeralda County enthält alle in Esmeralda  County, Nevada in das National Register of Historic Places eingetragenen Gebäude, Bauwerke, Objekte, Stätten oder historischen Distrikte.
Diese Liste entspricht dem Bearbeitungsstand des National Park Service/National Register of Historic Places vom 25. Oktober 2024.

## Legende
| HD | National Historic District |

## Aktuelle Einträge
| [ 2 ] | Name                        | Bild           | Eintragsdatum                 | Lage | Ort       | Beschreibung |
| ----- | --------------------------- | -------------- | ----------------------------- | --- | --------- | ------------ |
| 1     | Goldfield Historic District | weitere Bilder | 14. Juni 1982 ID-Nr. 82003213 | zwischen der 5th Street und den Miner, Spring, Crystal und Elliott Avenues 37° 42′ 31″ N, 117° 14′ 3″ W | Goldfield |              |